# Rat Pack
Rat Pack – nieformalna grupa piosenkarzy i aktorów amerykańskich, skupionych początkowo wokół Humphreya Bogarta, powstała ok.  1955. W latach 50. tworzyli ją Bogart, jego żona Lauren Bacall, Frank Sinatra, Judy Garland, Sid Luft, David Niven, Irving Lazar, Nathaniel Benchley, Spencer Tracy, George Cukor, Katharine Hepburn i restaurator Mike Romanoff. Według jednej z wersji grupa narodziła się, kiedy po powrocie Bogarta wraz z przyjaciółmi z nocnej wyprawy do Las Vegas Lauren Bacall przywitała ich słowami You look like a god damn rat pack!. Pełna nazwa paczki, The Holmby Hills Rat Pack, nawiązywała do nazwy rezydencji, w której mieszkała Judy Garland ze swoim mężem, Sidneyem Luftem.
Po śmierci Bogarta grupa reaktywowała się ok. 1959, należeli do niej   Frank Sinatra, Dean Martin, Sammy Davis Jr., Peter Lawford, Joey Bishop oraz Norman Fell, Angie Dickinson, Juliet Prowse i Shirley MacLaine. Członkowie grupy nazywali ją wyłącznie The Summit albo The Clan, terminu The Rat Pack używali dziennikarze. Działała do połowy lat 60.

## Wspólne filmy
- Ocean's Eleven - 1960